# Niko Gießelmann
Niko Gießelmann (Hannover, 26 september 1991) is een Duits voetballer die doorgaans speelt als linksback. In juli 2025 verliet hij Greuther Fürth.

## Clubcarrière
Gießelmann speelde in de jeugd van TSV Godshorn en SC Langenhagen en kwam in 2007 terecht in de opleiding van Hannover 96. Bij die club kwam hij niet verder dan het belofteteam en in 2013 maakte hij de transfervrije overstap naar Greuther Fürth. Zijn professionele debuut maakte de verdediger op 21 juli 2013, toen door doelpunten van Tom Weilandt en Nikola Đurđić met 2–0 gewonnen werd van Arminia Bielefeld. Gießelmann begon op de reservebank maar van coach Frank Kramer mocht hij twaalf minuten voor tijd invallen voor Robert Zillner. Zijn eerste doelpunt in het eerste elftal volgde op 30 september 2013, toen hij tegen Dynamo Dresden na drieënzeventig minuten mocht invallen voor Weilandt. Op dat moment hadden Zoltán Stieber en Florian Trinks al gezorgd voor een voorsprong van Greuther Fürth. Twee minuten na zijn invalbeurt vergrootte Gießelmann de voorsprong door doelman Benjamin Kirsten te passeren. Het slotakkoord was voor Tim Sparv: 4–0.
In de zomer van 2017 verliep de verbintenis van de linksback bij Greuther Fürth en hierop stapte hij over naar Fortuna Düsseldorf, waar hij zijn handtekening zette onder een verbintenis voor de duur van drie seizoenen. Met Fortuna werd hij in zijn eerste seizoen kampioen van de 2. Bundesliga, waardoor de club promoveerde naar de Bundesliga. In het laatste jaar van zijn contract degradeerde Gießelmann met zijn club weer uit de Bundesliga. Hierop verkaste hij transfervrij naar Union Berlin. Aan het einde van het seizoen 2022/23 verliep zijn verbintenis in Berlijn. Hierop besloot Gießelmann terug te keren naar Greuther Fürth.

## Clubstatistieken
| Seizoen | Club               | Competitie    | Competitie | Competitie | Beker | Beker | Internationaal | Internationaal | Totaal | Totaal |
| Seizoen | Club               | Competitie    | Wed.       | Dlp.       | Wed.  | Dlp.  | Wed.           | Dlp.           | Wed.   | Dlp.   |
| ------- | ------------------ | ------------- | ---------- | ---------- | ----- | ----- | -------------- | -------------- | ------ | ------ |
| 2013/14 | Greuther Fürth     | 2. Bundesliga | 32         | 2          | 2     | 0     | —              | —              | 34     | 2      |
| 2014/15 | Greuther Fürth     | 2. Bundesliga | 31         | 4          | 2     | 0     | —              | —              | 33     | 4      |
| 2015/16 | Greuther Fürth     | 2. Bundesliga | 31         | 1          | 1     | 0     | —              | —              | 32     | 1      |
| 2016/17 | Greuther Fürth     | 2. Bundesliga | 31         | 0          | 2     | 0     | —              | —              | 33     | 0      |
| 2017/18 | Fortuna Düsseldorf | 2. Bundesliga | 33         | 3          | 2     | 0     | —              | —              | 35     | 3      |
| 2018/19 | Fortuna Düsseldorf | Bundesliga    | 30         | 0          | 2     | 0     | —              | —              | 32     | 0      |
| 2019/20 | Fortuna Düsseldorf | Bundesliga    | 25         | 1          | 3     | 0     | —              | —              | 28     | 1      |
| 2020/21 | Union Berlin       | Bundesliga    | 13         | 0          | 2     | 0     | —              | —              | 15     | 0      |
| 2021/22 | Union Berlin       | Bundesliga    | 28         | 3          | 3     | 0     | 6              | 0              | 37     | 3      |
| 2022/23 | Union Berlin       | Bundesliga    | 26         | 0          | 3     | 0     | 7              | 0              | 36     | 0      |
| 2023/24 | Greuther Fürth     | 2. Bundesliga | 10         | 0          | 0     | 0     | —              | —              | 10     | 0      |
| 2024/25 | Greuther Fürth     | 2. Bundesliga | 26         | 1          | 2     | 0     | —              | —              | 28     | 1      |
| Totaal  | Totaal             | Totaal        | 326        | 15         | 24    | 0     | 13             | 0              | 363    | 15     |

Bijgewerkt op 21 juli 2025.

## Erelijst
| 2. Bundesliga | 1 | 2017/18 |